# Constitución Política del Estado de Guerrero
La Constitución Política del Estado de Guerrero se refiere al principal ordenamiento jurídico que rige la vida de los ciudadanos del Estado de Guerrero a partir de 1917, aunque este estado ha contado con otros marcos normativos en los años 1850, 1851, 1862, 1874 y 1880. La constitución actual, fue promulgada en la ciudad de Acapulco el 6 de octubre de 1917 como resultado de la formación de un congreso constituyente emanado del proceso revolucionario del país.

## Antecedentes
El Estado de Guerrero no fue un estado originario de la federación de los Estados Unidos Mexicanos en 1824, sino que fue creado posteriormente con territorio de los estados de México, Puebla y Michoacán, mediante un decreto del Congreso de la Unión del 15 de mayo de 1849 y ratificado el decreto por las legislaturas locales el 27 de octubre de ese mismo año. El decreto de creación del estado también incluyó la elección del primer gobernador provisional y la convocatoria para la elección de un congreso constituyente que sería encargada de elaborar la primera constitución local y designar al gobernador. El general Juan Álvarez fue por decreto el primer gobernador del estado de manera provisional.

### Ley de 1850
El primer congreso constituyente del estado de Guerrero fue elegido el 6 de enero de 1850, publicando en la ciudad de Iguala (entonces ciudad Iturbide) la ley orgánica provisional para el arreglo interior del estado de Guerrero el 16 de marzo de 1850 y constaba de 6 títulos, 31 capítulos, 218 artículos y 1 transitorio. Esta ley estableció como única la religión católica sin tolerancia de ninguna otra, la existencia de un consejo de gobierno, en donde el gobernador no sería titular del poder ejecutivo, sino que formaría parte de este consejo de gobierno junto a los prefectos, ayuntamientos, alcaldes y jueces de paz. Estableció también un Tribunal Superior de Justicia y un abogado de los pobres, nombrado por el gobernador, así como la reelección indefinida de alcaldes, regidores, síndicos y jueces de paz y un sistema de elección indirecto para gobernador y diputados.

### Constitución de 1851
El primer congreso guerrerense se había propuesto expedir dentro del primer año de su instalación la constitución del estado llegando a vencerse la fecha establecida sin lograr el acuerdo. Sería hasta el 26 de junio de 1851 cuando fue promulgada esta primera constitución del estado de Guerrero por el gobernador Juan Álvarez esta vez en la ciudad de Tixtla. Este texto estuvo conformado por 6 títulos, 25 capítulos, 115 artículos y 1 transitorio. Esta constitución tenía una estructura mejor organizada que la ley provisional del año anterior, ya que mencionaba los aspectos fundamentales de la organización del gobierno, el territorio y ratificaba la exclusividad de la religión católica. También estableció la clasificación de los habitantes del estado y sus obligaciones, un capítulo de garantías y derechos de los ciudadanos, entre los que se incluyó la acción popular y los casos de suspensión y pérdida de la ciudadanía, también llegó a establecer por primera vez la división de los poderes en ejecutivo, legislativo y judicial y las facultades de cada uno.

### Constitución de 1862
Esta constitución surge a partir de la formación de un nuevo congreso constituyente que reformó la constitución anterior con base en los sucesos ocurridos a nivel nacional como la Revolución de Ayutla y la expedición de la Constitución de 1857, siendo promulgada el 21 de octubre de 1862. Entre los cambios importantes que ocurrieron en este texto constitucional destaca la derogación del concepto de religión de estado, se derogó el requisito de tener una renta anual para ser diputado, se estableció el sistema de elección directa en la elección de diputados, se facultó al congreso para nombrar al gobernador interino o sustituto y para garantizar la tolerancia de cultos, se estableció la renovación total del congreso local cada 4 años y se estableció un solo periodo ordinario de sesiones del congreso del 1 de febrero al 31 de mayo; asimismo, se redujo el requisito de la edad mínima para ser gobernador de 55 años a 35 y se estableció el periodo de duración del gobernador a 4 años fijando como fecha de toma de posesión el 1 de marzo, entre otros cambios importantes.

### Constitución de 1874
La constitución de 1874 fue creada por un congreso ordinario por lo que podría considerársele como una reforma de la de 1862, sin embargo, fue reformado como texto completo de la constitución. Entre sus principales cambios respecto a la constitución anterior destacan la facultad del congreso para designar el lugar sede de todos los poderes, a diferencia de la anterior que establecía la ciudad de Tixtla como la única permitida para promulgar todas las leyes y reglamentos necesarios. Se establecieron 2 periodos ordinarios de sesiones, haciendo en total 5 meses, la fecha de cambio del poder ejecutivo se estableció para el 1 de abril, se creó la figura del vicegobernador quien podría sustituir al gobernador en caso de ser necesario y se mantuvo el procedimiento de reforma constitucional y de permanencia de la constitución.

### Constitución de 1880
Esta fue publicada por la VI legislatura estatal y nuevamente se incluyó todo el texto constitucional como si se tratara de una nueva constitución por lo que se le considera tal. Entre las reformas más importantes se encuentran la división territorial del estado en 13 distritos, mismo número de distritos electorales, se ampliaron los 2 periodos ordinarios de sesiones del congreso, se prohibió la reelección inmediata del gobernador, se disminuyó de 3 a 1 diputados el requisito para presentar iniciativas de reforma constitucional, se previno que la reforma constitucional debiera ser aprobada previamente por las dos terceras partes de los ayuntamientos y se derogó la constitución anterior de 1874.

## Constitución de 1917
La constitución vigente del Estado de Guerrero fue promulgada en la ciudad de Acapulco el 6 de octubre de 1917. Esta fue elaborada por un congreso constituyente que actuó con fundamento en un decreto de gobierno provisional emanado de la Revolución mexicana, es por ello, que en este texto constitucional fueron incluidos postulados revolucionarios entre los que destacan el reconocimiento del municipio como base territorial del estado y de su organización política, se integró en el texto el nombre de cada uno de los municipios, se estableció el periodo de los ayuntamientos de 1 año sin reelección, se disminuyó la edad de 25 a 21 años para ser diputado, se facultó al congreso para intervenir en los conflictos electorales municipales, se reconoció el derecho de iniciativa de ley de los ciudadanos que posteriormente sería derogado en 1984, se estableció un periodo de 2 años para los legisladores locales, se prohibió al congreso legislar en materia religiosa, se derogó la figura de vicegobernador, se estableció la integración de 3 magistrados y un procurador de justicia en el Tribunal superior de justicia y se concretó la iniciativa de reforma constitucional con el voto de 2 diputados.
Se han publicado más de 100 decretos de reforma o adición a este texto constitucional agregando cambios importantes a lo largo del tiempo como la incorporación del referéndum, la creación de la Comisión Estatal de Derechos Humanos, el Consejo Estatal Electoral, el Tribunal Electoral y el tribunal de lo contencioso administrativo entre otras.